# Chitado
Chitado ist eine Ortschaft und eine Gemeinde in Angola. 

## Geschichte
Carlos Silva Freire, der Oberbefehlshaber der portugiesischen Streitkräfte in Angola während des Portugiesischen Kolonialkriegs (1961–1975), starb 1961 in Chitado. Während der Ort jedoch im Kolonialkrieg noch weitgehend unberührt geblieben war, hat der folgende angolanische Bürgerkrieg (1975–2002) hier starke Zerstörungen und viele Minenfelder hinterlassen. Nach dem Ende des Bürgerkriegs 2002 erholt sich auch Chitado zunehmend, nach Minenräumungen, Wiederaufbauprogrammen der Regierung, und der allgemeinen wirtschaftlichen und sozialen Erholung in Angola.

## Verwaltung
Chitado ist Sitz einer gleichnamigen Gemeinde (Comuna) im Kreis (Município) von Curoca, in der Provinz Cunene. In der Gemeinde leben 23.270 Menschen (hochgerechnete Schätzung 2011). Die Volkszählung 2014 soll fortan für gesicherte Bevölkerungsdaten sorgen.

## Bildung
Die Gemeinde verfügt über 32 Schulen, davon 22 Grundschulen und Schulen der Sekundarstufe I. Im Jahr 2012 verzeichnete die Gemeinde einen Lehrermangel, mit 33 unbesetzten Stellen. Von den 3720 eingetragenen Schülern 2012 absolvierten 70 % das Schuljahr mit Erfolg. 2014 erreichte der Bildungserfolg der 3913 eingeschriebenen Schüler einen Höchstwert von 95 %, auch wenn mit nur 88 angestellten Lehrern in der Gemeinde weiter Lehrermangel herrscht. Das Schulspeisungsprogramm indessen erreicht nun 100 % der Schüler.